# Hügelgräber Blieschow

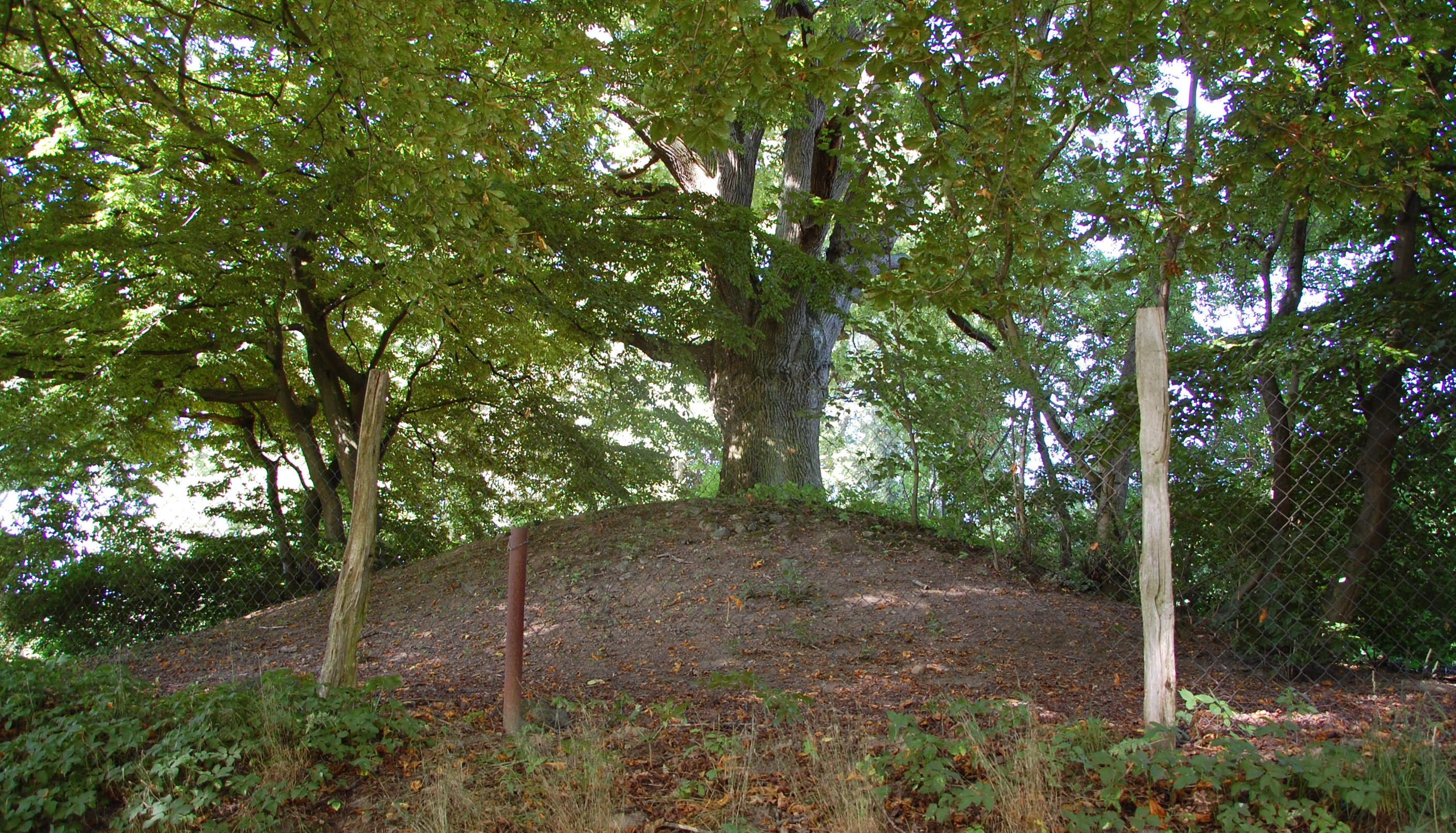
Hügelgrab bei Blieschow

Die Hügelgräber Blieschow sind eine Gruppe von neun Hügelgräbern südlich des zu Lancken-Granitz gehörenden Dorfes Blieschow auf der Insel Rügen in Mecklenburg-Vorpommern.
Die großen Hügelgräber stammen aus der Bronzezeit. Auf einer 1829 von Friedrich von Hagenow erstellten Landkarte ist das Gräberfeld noch mit einer größeren Ausdehnung bis in die östlich und südlich angrenzenden Äcker dargestellt. Das Gräberfeld wurde durch die Anlage einer Sandgrube und militärischer Schützenmulden beeinträchtigt.